# Combat de la Croix-Couverte
Chouannerie
Batailles
- Liffré
- 1re Argentré
- Expédition de Quiberon
- Plouharnel
- Quiberon
- Segré
- 1er Rocher de La Piochais
- La Ceriseraie
- La Cornuaille
- 1re La Croix-Avranchin
- La Vieuville
- Boucéel
- 1re Saint-James
- 2e Rocher de La Piochais
- 2e La Croix-Avranchin
- Auverné
- Andigné
- Croix-Couverte
- Tinchebray
- L'Auberge-neuve
- Locminé
- Saint-Hilaire-des-Landes
- Val de Préaux
- Le Grand-Celland
- 2e Argentré
- Noyant-la-Gravoyère
- La Hennerie
- Saint-Aubin-du-Cormier
- Le Mans
- Nantes
- Saint-Brieuc
- Le Lorey
- Mont-Guéhenno
- La Tour d'Elven
- 2e Saint-James
- Les Tombettes
- Pont du Loc'h

Le combat de la Croix-Couverte a lieu le 25 mars 1796 lors de la Chouannerie. Il s'achève par une victoire des chouans qui tendent une embuscade à un bataillon républicain.

## Prélude
Le 5 germinal de l'an IV, soit le 25 mars 1796, un bataillon des chasseurs de Cassel, composé de Belges armés en bonne partie de carabines à deux coups, tombe dans une embuscade tendue par les chouans.

## Forces en présence
Les chouans sont commandés par Louis d'Andigné, adjudant-général de l'Armée catholique et royale du Maine, d'Anjou et de la Haute-Bretagne, secondé par le colonel Mathurin Ménard, dit « Sans-Peur », commandant de la division de Segré. La force des chouans n'est pas connue avec précision. Cependant, d'Andigné écrit dans ses mémoires qu'au cours d'une escarmouche survenue peu de jours auparavant aux abords d'Angers, sa colonne était forte de 1 000 hommes. De son côté, l'adjudant-général républicain François-Guillaume d'Halancourt écrit dans son rapport que le nombre des chouans a été estimé à 2 000 hommes.
Le nombre des chasseurs belges est de 250 selon d'Halancourt et de 300 d'après d'Andigné,.

## Déroulement
D'après le récit laissé par d'Andigné dans ses mémoires, le combat s'engage à huit heures du matin. Les chasseurs belges qui avaient, selon d'Andigné, « une grande réputation de courage » se portent en direction de Candé sans savoir que les chouans se sont embusqués sur la route. 
Selon d'Andigné, les républicains dévient de l'itinéraire prévu, de sorte que leur avant-garde rencontre les chouans non pas au centre, mais sur leur aile droite. D'après d'Halancourt, les républicains se font surprendre malgré la précaution du commandant, qui avait placé des éclaireurs sur les deux côtés de la route. 
Les royalistes, embusqués, ouvrent soudainement le feu et des dizaines de républicains tombent à la première décharge, avant même d'avoir aperçu leur ennemi,. Aussitôt après, les chouans chargent en poussant de grands cris. Complètement surpris, les républicains restent un moment immobiles, puis commencent à reculer, et finalement prennent la fuite. Les chouans les poursuivent dans la lande pendant une heure où ils font la plupart des pertes, jusqu'à ce que la crainte de l'arrivée d'autres colonnes en renfort ne les poussent à se regrouper.
D'Halancourt laisse un récit similaire dans son rapport,. Il indique que les républicains reculent, « accablés par le nombre », et se replient sur Segré

## Pertes
Selon les mémoires du général d'Andigné, les deux tiers des soldats républicains ont été tués lors de la bataille, contre seulement deux tués du côté des chouans, dont un officier nommé Girault. Cependant selon le rapport de l'adjudant-général républicain François-Guillaume d'Halancourt, les pertes des chasseurs belges sont d'au moins 40 morts,. Il précise que les blessés ont pu être emportés.
Une plaque commémorative est posée, le 9 octobre 2010, à l'initiative de l'Association Vendée militaire.